# Dowaha
No confundir con la película de Avi Nesher (2007), Los Secretos.
Dowaha es una película del año 2009.

## Sinopsis
Aicha, Radia y su madre viven escondidas en el ala reservado a los criados en una casa deshabitada. El precario equilibrio de su vida cotidiana empeora cuando una joven pareja se muda a la parte superior de la casa. Empieza entonces una extraña cohabitación entre la pareja y las tres mujeres, que prefieren no revelar su presencia a los inesperados vecinos. No pueden dejar su escondite porque conserva secretos enterrados durante años. Pero Aicha, la más joven de las dos hermanas, se siente atraída por los recién llegados…

## Premios
- Festival de Cine y de Culturas Mediterráneas Arte Mar (Bastia) 2009.